# چبوسکا
چبوسکا (به لاتین: Trzebuska) یک سکونتگاه مسکونی در لهستان است که در Gmina Sokołów Małopolski واقع شده‌است.